# Дрозд Валентин Петрович
Валентин Петрович Дрозд (16 вересня 1906 року, с. Буда-Кошельово, Могильовська губернія, Російська імперія — 29 січня 1943 року, м. Кронштадт, СРСР) — радянський флотоводець білоруського походження, віцеадмірал (1941).

## Біографія
Народився в селянській родині в Білорусі. Служив у ВМФ СРСР з 1925 року. У 1925 році закінчив Військово-морське училище імені М. В. Фрунзе. Потім служив на Балтійському флоті штурманом есмінця «Володарський». Потім був командиром цього есмінця, пізніше служив помічником командира лінкора «Марат». Учасник Громадянської війни в Іспанії, у 1936—1937 роках служив військовим радником у ВМФ республіканців. Був нагороджений орденом Леніна та орденом Червоного Прапора.
Із листопада 1937 року — командир бригади есмінців на Балтійському флоті.
У травні 1938 — липні 1940 року — командувач Північним флотом. Був знятий з посади за помилки в командуванні під час радянсько-фінської війни і з пониженням призначений начальником Чорноморського вищого військово-морського училища. У лютому 1941 року був призначений командиром загону легких сил Балтійського флоту.
Під час німецько-радянської війни командував ескадрою на Балтійському флоті. Брав участь у евакуації флоту з Талліна та обороні Ленінграда. Загинув 29 січня 1943 року в Кронштадті під час німецького артилерійського обстрілу. Автомобіль адмірала провалився під лід і він загинув. Похований в Олександро-Невській лаврі.

## Військові звання
- Капітан 3-го рангу (1936)
- Капітан 1-го рангу (1937, минуючи звання капітана 2-го рангу)
- Флагман 2-го рангу (1939)
- Контрадмірал (1940)
- Віцеадмірал (1941)

## Нагороди
- Орден Леніна (1937)
- Два ордени Червоного Прапора (1937, 1942)